# Precious Molepo
Precious Molepo, née le 1er février 2005, est une athlète sud-africaine.

## Carrière
Precious Molepo est médaillée d'or du relais 4 × 400 mètres des Championnats d'Afrique d'athlétisme 2022 à Saint-Pierre.
Aux Championnats d'Afrique juniors d'athlétisme 2023 à Ndola, elle est médaillée d'or du saut à la perche et médaillée d'argent du 400 mètres ainsi que du relais 4 × 400 mètres.